# Tonle Sap
Tonle Sap ligger i det vestlige Cambodja og er dels en sø og dels en biflod til Mekongfloden og er således en integreret del af Mekongflodssystemet . Sommerens monsunregn får søen til at blive fire til seks gange større under regntiden end under tørtiden . Den udnyttes til dyrkning af ris og der er flydende boliger på søen. Tonle Sap er den eneste flod i verden, der skiftevis løber den ene vej og derefter den anden vej . Tonle Sap-floden har en længde på 120 km. 
Der, hvor Tonle Sapfloden mødes med Mekongfloden, ligger landets hovedstad Phnom Penh.

## Historie
Tonle Sap-søen er resterne af Mekongflodens tidligere delta, der de seneste 2.000 år har flyttet sig længere sydpå. Sletten i det centrale Cambodja er således Mekongflodens tidligere udmunding. 

## Billedgalleri
- Tonlé Sap